# 董承宣
董承宣（동승선）は、朝鮮の氏族広川董氏の始祖である。中国の河北省出身で明朝の大使として朝鮮に渡り、帰化する。